# 社山風水林
社山風水林是香港一個風水林，位於新界大埔區林村谷社山村後面，面積約5.7公頃，於1975年被劃定為具特殊科學價值地點。
社山風水林有大量原生樹種及珍貴植物，包括郎傘樹及巢蕨等。林內亦有一棵直徑超過三米、高逾二十米的樟樹，估計樹齡超過一百年。